# Waterloo-hjelmen
Waterloo-hjelmen (også kendt som Waterloo Bridge-hjelmen) er en førromersk keltisk ceremnoiel hornhjelm udført i bronze med optrykdekorationer i La Tène-stil. Den er dateret til ca. 150–50 f.Kr. og blev fundet i 1868 i Themsen ved Waterloo Bridge i London i England. Hjelmen er udstillet på British Museum i London.